# James Darcy Freeman
Sir James Darcy Freeman KBE (Annandale, 19 de novembro de 1907 - Sydney, de março de 1991) foi um cardeal australiano da Igreja Católica. Freeman foi o sexto arcebispo católico de Sydney e cardeal-sacerdote de Santa Maria Regina Pacis em Ostia. Foi ordenado sacerdote da Arquidiocese de Sydney em 13 de julho de 1930, nomeado Bispo Auxiliar de Sydney em 9 de dezembro de 1956 e ordenado Bispo Titular de Hermópolis. Em 1973, ele foi elevado ao cardinalato.

## Primeiros anos de vida e sacerdócio
Freeman nasceu em 19 de novembro de 1907 em Annandale, para Robert Freeman, um motorista de bonde e sua esposa Margaret Smith. Ele foi educado nas Irmãs da Caridade , Elizabeth Bay , e no St Mary's Cathedral College, em Sydney, onde ele foi considerado um bom aluno que gostava de literatura, música e esporte. 
Frequentou o seminário em St Columba's Springwood e St Patrick's Seminary Manly; e aprofundou seus estudos no Pontifício Colégio Urbano de Propaganda Fide , em Roma. Ele foi ordenado em 13 de julho de 1930 pelo Arcebispo Bartolomeo Cattaneo e incardinado na Arquidiocese de Sydney.
Ele serviu como padre assistente em Grafton, Murwillumbah, Strathfield, Mosman e na Catedral de Santa Maria. De 1941 a 1946, tornou-se o secretário particular do arcebispo e capelão do Christian Brothers College do St. Patrick's College, em Strathfield . Ele também serviu como administrador da paróquia de Haymarket e pároco de Stanmore . 

## Episcopado
Freeman foi eleito em partibus infidelium como bispo de Hermópolis e auxiliar de Sydney em 9 de dezembro de 1956. Ele foi consagrado em 24 de janeiro de 1957 na Catedral de Santa Maria pelo cardeal Norman Gilroy e passou doze anos como assistente leal ao homem que serviu como secretário. . Em outubro de 1969 foi nomeado bispo de Armidale .
Não foi nenhuma surpresa para muitos dentro e fora da igreja [ carece de fontes? ] Que na aposentadoria de Norman Thomas Gilroy em julho de 1971, a nomeação de Freeman como Arcebispo de Sydney foi anunciado.

## Cardinalato e personagem
Em 5 de março de 1973, Freeman foi nomeado Cardeal Sacerdote do Título de Nossa Senhora da Paz de Ostia pelo Papa Paulo VI . Ele foi nomeado Cavaleiro Comandante da Ordem do Império Britânico (KBE) em 1977.
Em maio de 2016, para comemorar o 25º aniversário de sua morte, seu ex-secretário, Peter Ingham, pregou em uma missa de aniversário, recordando "a ampla honra, afeição e respeito com que ele foi mantido nas comunidades onde era conhecido". Ele lembrou ainda que às vezes o chamava de "o cardeal relutante" - ele nunca procurava honrarias, mas de qualquer forma o procuravam.

## Aposentadoria e morte
Freeman se aposentou como arcebispo de Sydney em 12 de fevereiro de 1983, para St John Vianney Villa, Randwick . Ele morreu em 16 de março de 1991 no Lewisham Hospital, aos 83 anos de idade e foi enterrado na cripta da Catedral de Santa Maria.

## Legado
Freeman é o patrono do Freeman Catholic College em Bonnyrigg Heights , que abriu em 1985 e tem uma população estudantil de 1.220 e uma equipe de ensino e apoio de 114. Em 1987, o Cardeal Freeman Center foi estabelecido em Granville como parte do St Vincent. de Paul Society para fornecer alojamento e apoio aos sem-teto nos subúrbios de Sydney, que foram afetados por problemas relacionados a drogas e álcool. O Cardeal Freeman Village em Ashfield é uma casa de repouso que acomoda 380 pessoas.